# 엠플레이어
엠플레이어(MPlayer)는 오픈 소스 자유 소프트웨어 미디어 재생기이다. GNU 공중 사용 허가서로 배포된다. 리눅스와 유닉스 계열, 윈도우, OS X을 포함한 대부분의 운영 체제에서 작동하며, 아미가 오에스와 MorphOS를 위한 버전도 있다. 윈도 버전은 몇 가지 작은 문제가 있지만 HX 도스 확장을 사용하는 도스에서도 작동한다.
엠플레이어는 다양한 미디어 포맷을 지원한다. 또한 스트리밍된 정보도 파일로 저장할 수 있다.

## 역사
엠플레이어의 개발은 2000년에 시작되었다. 원 제작자는 헝가리의 Árpád Gereöffy이며 이 프로젝트를 시작한 이유는 XAnim이 1999년 개발이 중단된 이후 리눅스용으로 만족할만한 비디오 플레이어를 찾지 못했던 것에 기인한다. 최초 버전의 제목은 mpg12play v0.1이었다. mpg12play v0.95pre5 이후로 코드는 avifile의 Win32 DLL 로더 기반 AVI 플레이어와 병합되면서 2000년 11월 MPlayer v0.3이 개발된다. 머지 않아 Gereöffy는 다른 수많은 프로그래머들과 함께 개발을 진행하게 되었는데 처음에는 헝가리 출신이 대부분이었으나 나중에는 전 세계적으로 확대되었다.

## 같이 보기
- FFmpeg
- VLC 미디어 플레이어